# Playlist 김나진입니다
Playlist 김나진입니다는 MBC FM4U에서 매일 새벽 4시에서 4시 55분까지 김나진 아나운서가 진행한 라디오 프로그램이다. 2011년 봄개편으로 뮤직스트리트 전종환입니다가 폐지되면서 신설하였다. 그러나 6개월만에 2011년 MBC 가을개편으로 폐지되고 말았다.
| MBC FM4U          |                       |                                       |
| 이전              | Playlist 김나진입니다 | 다음                                  |
| 이주연의 영화음악 | Playlist 김나진입니다 | 여기는 MBC FM 하이파이브 최현정입니다 |
|                   |                       |                                       |
|                   |                       |                                       |